# Disponti
Disponti (grec antic: Δυσπόντιον) era una antiga ciutat del territori de la Pisàtida, a l'antiga Èlide.
La tradició deia que va ser fundada per un fill d'Enòmau. Estrabó la situa a la plana per on passava la via que anava d'Elis a Olímpia. Estava situada al nord del riu Alfeu i no gaire lluny del mar. Pausànias explica que en temps del rei Pirros de la Pisàtida les ciutats de Pisa, Macist, Escilunt i Disponti es van rebel·lar contra els eleus per l'organització dels Jocs Olímpics. Els eleus la van destruir en la guerra contra els piseus, i els seus habitants es van traslladar a Epidamne i a Apol·lònia d'Il·líria, segons que diuen Estrabó i Pausànias.